# Совет горных гуркхов Дарджилинга

Флаг национального фронта освобождения гуркхов

Совет горных гуркхов Дарджилинга (англ. Gorkha Hill Council, сокращённо GHC, также DGHC и DAHGC) — автономная территория в округе Дарджилинг в составе индийского штата Западная Бенгалия. Включает в себя три подокруга: Дарджилинг, Калимпонг, Курсеонг, которые находятся на холмах.
Автономия была предоставлена в 1988 году в результате борьбы гуркхов за самоопределение. Национальный фронт освобождения гуркхов добился автономии, подписав соглашение с индийским правительством о прекращении вооружённой борьбы и отказе от планов создания независимого Горкхаланда.
Несмотря на это, более радикальные силы непальского продолжают вынашивать план создания нового штата Горкхаланд, в состав которого входит помимо данного округа ещё дополнительная территория.